# Euagathis hemixanthoptera
Euagathis hemixanthoptera är en stekelart som beskrevs av Szepligeti 1914. Euagathis hemixanthoptera ingår i släktet Euagathis och familjen bracksteklar. Inga underarter finns listade i Catalogue of Life.